# Bunuri mobile din domeniul carte veche și manuscris clasate în patrimoniul cultural național al României aflate în județul Bihor
Acestă listă conține bunurile mobile din domeniul carte veche și manuscris clasate în Patrimoniul cultural național al României aflate la momentul clasării în județul Bihor.

## Fond
| Foto | Informații generale | Detalii tehnice | Descriere | Deținător                              | Legături |
| ---- | --- | --- | --- | -------------------------------------- | -------- |
|      | Sfânta și dumnezeiasca Evanghelie Autor: Lucrare tipărită „cu slobozenia C. Consistorium neunit din Ardeal” | Datare: 1806 Școală: În tipografia lui Ioann Bart Dimensiuni: 37x22,5 cm Material: Hârtie specifică fără filigran                                                            | Sfânta și dumnezeiasca Evanghelie acum întru acest chip tipărită în zilele preluminatului și prea înălțatului împărat Franciscus al doilea cu slobozenia C. Consistorium neunit din Ardeal, Sibii, în tipografia lui Ioann Bart, 1806. | Muzeul Țării Crișurilor, Oradea        | Cimec    |
|      | Mineiul luna lui septembrie carele mai întâiu s-au fost tipărit tălmăcit prin nevoințele Prea osfințiților Episcopi a Râmnicului Cesarie și Filaret Autor: Ioan Piuariu Molnar, editat de                                                                     | Datare: 1804 Școală: În Buda s-au tipărit în Crăiasca Tipografie a Universității din Pesta Dimensiuni: 37x24 cm Material: Hârtie specifică fără filigran                     | Mineiul luna lui septembrie carele mai întâiu s-au fost tipărit tălmăcit prin nevoințele Prea osfințiților Episcopi a Râmnicului Cesarie și Filaret, iară acum a doua oară după izvodul cel adevărat al Mineiului celui Mare dat la tipariu în zilele Preaînălțatului împărat al Romanilor și Apostolicescului Crai Francisc al doilea cu blagoslovenia Excelenței Sale Prea Osfințitului Domn Ștefan Stratimirovici Arhiepiscopul și Mitropolitul Răsăritului din Carloviț. În Buda s-au tipărit în Crăiasca Tipografie a Universității din Pesta, la anul de la Hristos 1804.                                                                      | Muzeul Țării Crișurilor, Oradea        | Cimec    |
|      | Antologhium ce se zice Florea Cuvintelor, care cuprinde întru sine toată slujba Dumnezeieștilor Prasnice și ale tuturor sfinților preste tot anul. Autor: Chir Venianin, mitropolitul Moldovei                                                                | Datare: 1825, iulie 9 Școală: Pe vremea Cuvioșiei sale chir Domețian Arhimandrit și stareț Dimensiuni: 37,5x23 cm Material: Hârtie                                           | Antologhium ce se zice Florea Cuvintelor, care cuprinde întru sine toată slujba Dumnezeieștilor Prasnice și ale tuturor sfinților preste tot anul. Acum a treia oară în Moldova tipărit în zilele prealuminatului și prea Blagoslovitului Domnului nostru Ioann Sandul Sturza VVod cu blagoslovenia și toată cheltuiala Preasfințitului Arhiepiscop și Mitropolit al Moldovei chirio chir Veniamin: în Tip Sf. Monas: Neamțul pe vremea Cuvioșiei Sale chir Domețian Arhimandrit și stareț S. Mon: Neam. și Secul în Anul de la Hr. 1825, iulie 9.                                                                                                   | Muzeul Țării Crișurilor, Oradea        | Cimec    |
|      | Chiriacodromion sau Evanghelie învățătoare, care are întru ea Cazanii la toate Duminecile preste an și la Praznicele Domnești, și la sfinții cei numiți Autor: Cu blagoslovenia și cu toată cheltuiala preasfințitului Mitropolit al Ungrovlahiei chir Ștefan | Datare: 1732 Școală: În sfânta Mitropolie în București (...) de cucernicul între preoți Popa Stoica Tipograful Dimensiuni: 29x20 cm Material: Hârtie specifică fără filigran | Chiriacodromion sau Evanghelie învățătoare, care are întru ea Cazanii la toate Duminecile preste an și la Praznicele Domnești, și la sfinții cei numiți. Acum întracesta chip Tipărită, și diortosită mai luminat în limba română. Întru întâiul an al ceii de Dumnezeu înălțatei Domnii a prea Luminatului și înălțatului Domnului nostru Io Constantin Nicolae Voevod. Cu blagoslovenia și cu toată cheltuiala prea sfințitului Mitropolit al Ungrovlahiei Chir Ștefan. În sfânta Mitropolie în București. La anul de la zidirea Lumii leat 7240, iară de la întruparea Domnului 1732. De cucernicul între preoți Popa Stoica Iacovici Tipograful. | Muzeul Țării Crișurilor, Oradea        | Cimec    |
|      | Istoria pentru începutul românilor în Dacia Autor: Petru Maior de Dicio Sânmartin | Datare: 1812 Școală: În Crăiasca Tipografice a Universității din Pesta Dimensiuni: 22,5x18 cm Material: Hârtie specifică fără filigran                                       | Istoria pentru începutul românilor în Dacia întocmită de Petru Maior de Dicio Sânmartin prototop și la Înaltul Crăiescul Consilium Locumtenențiale al Ungariei crăiesc a cărților revizor. La Buda, în Crăiasca Tipografie a Universității Ungurești din Pesta. | Muzeul Țării Crișurilor, Oradea        | Cimec    |
|      | Dumnezeieștile liturghii a celor dintru sfinții Părinților noștri a lui Ioann Zlatoust, a lui Vasilie cel Mare și a Predeșteniei Autor: Cu toată cheltuiala preasfințitului Mitropolit al Ungrovlahiei Chir Damian                                            | Datare: La anul de la Hristos 1729 Școală: De cucernicul întru Preoți Popa Stoica Iacovici Dimensiuni: 21,5x15 cm Material: Hârtie specifică fără filigran                   | Dumnezeieștile liturghii a celor dintru sfinții Părinților noștri a lui Ioann Zlatoust, a lui Vasilie cel Mare și a Predeșteniei, Acum întracestași chip Tipărită în zilele prealuminatului Domn și oblăduitoriu a toată Țara Rumânească Ioann Nicolae Alexandru Voevod. Cu toată cheltuiala preasfințitului Mitropolit al Ungrovlahiei Chir Damian. În sfânta Mitropolie a Bucureștilor. La anul de la Hristos 1729. De cucernicul întru Preoți Popa Stoica Iacovici. | Muzeul Țării Crișurilor, Oradea        | Cimec    |
|      | Ujabb Színmütár = O mai nouă colecție de piesă de teatru Autor: Horváth Döme, editor | Datare: 1853 Școală: Imprimeria: Szilády Károly Dimensiuni: 17 x 11 cm Material: Hârtie obișnuită                                                                            | Ujabb színműtár / o mai nouă colecție de piesă de teatru kiadja / editor Horváth döme negyedik füzet / caietul nr.4 A Velencei kalmár / neguțătorul din veneția. | Muzeul Memorial „Arany Janos”, Salonta | Cimec    |
|      | Manuscris Autor: Arany János | Datare: 20 august ’856 – data când a fost donată mapa poetului J.Arany de către Pál Gyulai Dimensiuni: 27 x 19 cm Material: Hârtie obișnuită                                 | Költemények / Poeme - în manuscris. Ediție facsimil a caietului de versuri în care Arany János și-a scris ultimele poezii. | Muzeul Memorial „Arany Janos”, Salonta | Cimec    |